# Carl Michael Bellman
Carl Michael Bellman (født 4. februar 1740, død 11. februar 1795) var en svensk digter og visesanger.
Bellman skrev muntre og undertiden tragiske digte om personer fra det stockholmske folkeliv til musik lånt fra franske operaer og komponister som Händel og Roman.
Bellmanprisen er opkaldt efter ham.